# حسن دوم، پادشاه مراکش
حسن دوم مراکش (عربی: الحسن الثانی؛ زاده ۹ ژوئیهٔ ۱۹۲۹ – درگذشته ۲۳ ژوئیهٔ ۱۹۹۹) از ۱۹۶۱ تا ۱۹۹۹ پادشاه مراکش بود. حسن دوم پس از ۳۸ سال سلطنت در ۲۳ ژوئیه ۱۹۹۹ در سن ۷۰ سالگی درگذشت.

## زندگی‌نامه
وی در ۹ ژوئیه ۱۹۲۹ در مراکش به دنیا آمد و زبان عربی، تعلیمات دینی و علوم قرآنی را تحت نظارت پدرش، سلطان محمد پنجم فرا گرفت. در ۱۹۴۱ تحصیلات متوسطه خود را در مدرسه عالی مطالعات قضایی آموزشگاه عالی حقوق که تحت نظارت دانشکده حقوق دانشگاه بوردو فرانسه بود، مدرک کارشناسی حقوق دریافت کرد.
با افزایش تنش در مناسبات مغرب با استعمار فرانسه، در ۲۰ اوت ۱۹۵۳ دولت فرانسه خانواده سلطنتی مغرب را ابتدا به جزیره کرس در دریای مدیترانه و سپس به ماداگاسکار تبعید کرد. در پی مذاکرات خانواده سلطنتی با دولت فرانسه، که حسن در آن نقش مؤثری داشت، دولت فرانسه در نوامبر ۱۹۵۵ خانواده سلطنتی را به مغرب بازگرداند.
پس از استقلال مغرب در ۱۹۵۶، حسن به فرماندهی ستاد ارتش سلطنتی منصوب شد و در ۹ ژوئیه ۱۹۵۷ رسماً ولیعهد مغرب گردید. در ۱۹۶۰ پدرش منصب نخست‌وزیری را شخصاً در اختیار گرفت و حسن را معاون خود کرد. پس از فوت سلطان محمد در ۲۶ فوریه ۱۹۶۱ حسن در ۳ مارس همان سال پادشاه مغرب شد.

## پیونده به بیرون

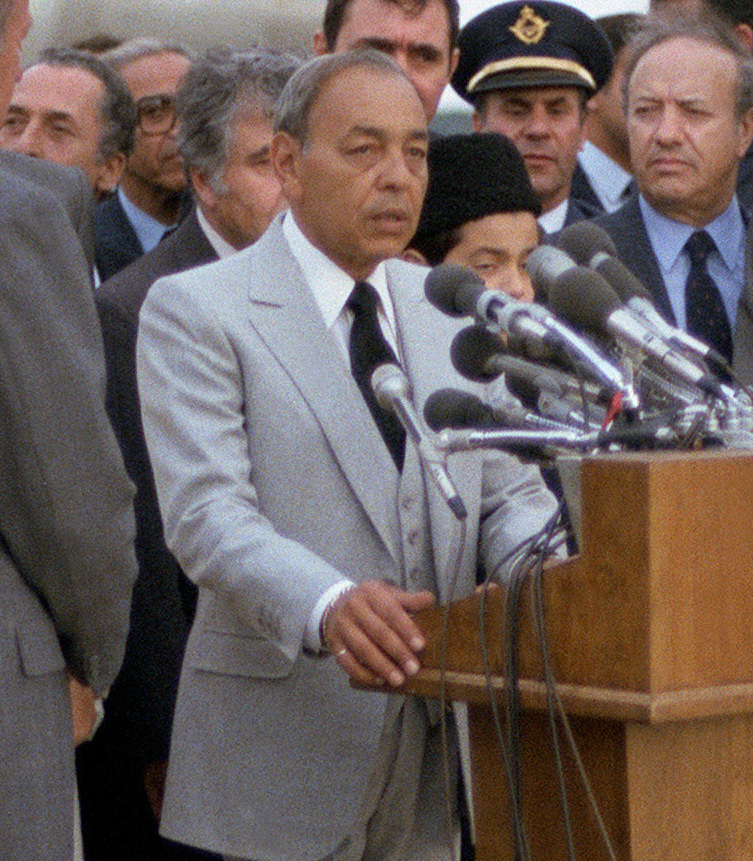
مرتبط